# 파르마 베이스볼
파르마 베이스볼(Parma Baseball)는 이탈리안 베이스볼 리그의 프로 야구 팀이다. 이탈리아 파르마를 연고로 하고 있다.